# Lachnodiella mexicana
Lachnodiella mexicana är en insektsart som beskrevs av Ferris 1955. Lachnodiella mexicana ingår i släktet Lachnodiella och familjen ullsköldlöss. Inga underarter finns listade i Catalogue of Life.